# Élections générales honduriennes de 2009
Les élections générales honduriennes de 2009 se sont déroulées au Honduras le 29 novembre 2009 afin d'y élire :
- le président de la République du Honduras pour la période 2010-2014 ;
- 128 députés au Congrès ;
- 298 maires et 298 vice-maires, ainsi que 2 092 conseillers municipaux ;
- 20 députés au Parlement centraméricain.

Le candidat du Parti national, Porfirio Lobo Sosa, est élu président de la République avec 56,56 % des voix. 
Cet exercice électoral fait suite au coup d'État mené contre le président Manuel Zelaya, ex-membre du Parti libéral, le 28 juin 2009. En conséquence, il ne jouit que d'une reconnaissance internationale limitée. 

## Contexte
Les élections générales honduriennes de 2009 s'inscrivent dans un contexte politique où le pays est dirigé par un gouvernement de facto depuis moins de six mois, installé après le coup d'État de juin 2009 ayant mené au départ de Manuel Zelaya, président légitimement élu lors des élections générales de 2005.
La campagne électorale des candidats débute trois mois avant la date des élections, mais environ un mois de cette campagne, du 22 septembre au 19 octobre 2009, est assujettie au décret du président de facto Roberto Micheletti Bain qui prévoit l'état de siège et la suspension de plusieurs droits constitutionnels, tels que le droit d'association, la liberté d'expression et la libre circulation. Ces mesures sont décriées par plusieurs autres membres de la communauté internationale, qui doutent du caractère libre et démocratique de ces élections,.   

## Forces en présence
Cinq partis présentent un candidat au poste de président, soit Porfirio Lobo Sosa du Parti national, Elvin Santos du Parti libéral, Bernard Martínez Valerio du Parti Innovation et Unité, César Ham de l'Unification démocratique et Felicito Ávila du Parti démocrate-chrétien du Honduras.

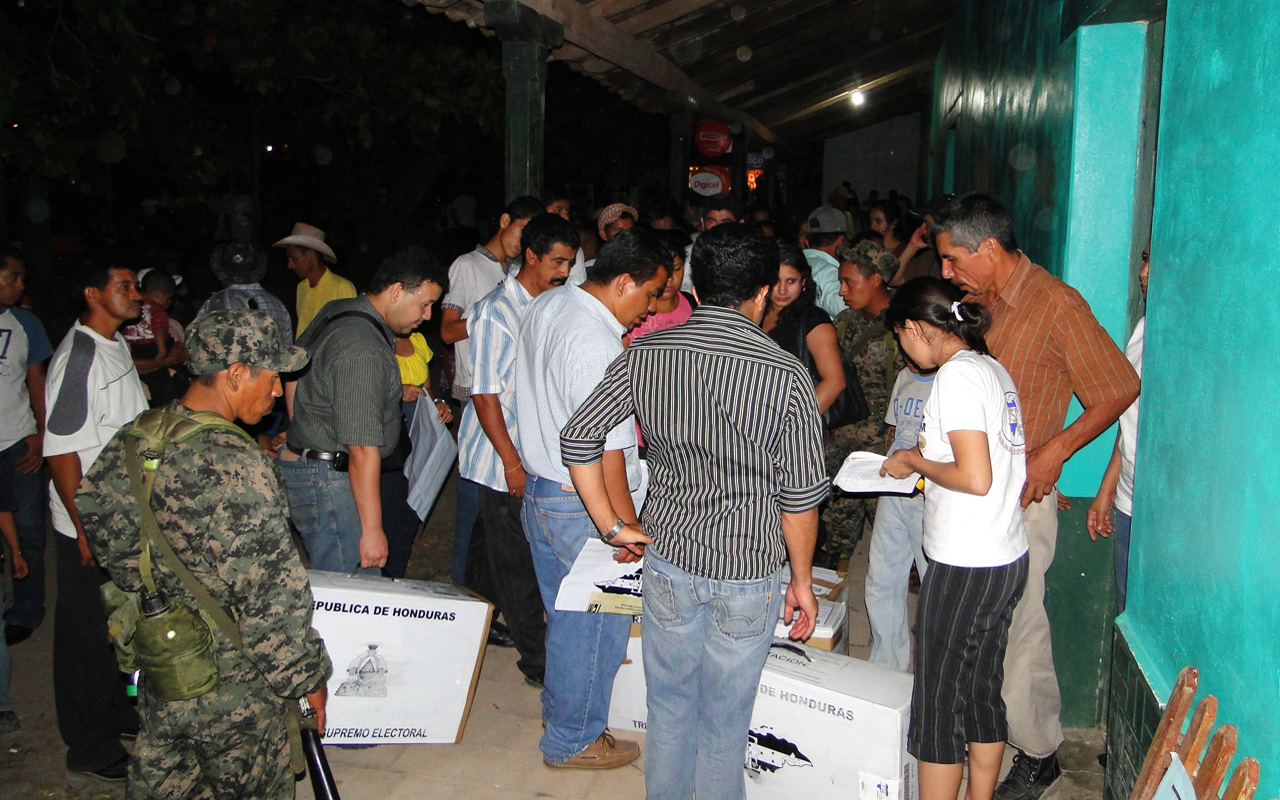
Tenue des élections à Magdalena.

## Résultats
Le candidat du Parti national, Porfirio Lobo Sosa, est finalement élu président de la République avec 56,56 % des voix, contre 38,09 % pour Elvin Santos. 
| Candidats                | Candidats                | Partis                               | Voix      | %     |
| ------------------------ | ------------------------ | ------------------------------------ | --------- | ----- |
|                          | Porfirio Lobo            | Parti national du Honduras           | 1 213 695 | 56,56 |
|                          | Elvin Santos             | Parti libéral du Honduras            | 817 524   | 38,10 |
|                          | Bernard Martínez         | Parti Innovation et Unité            | 39 960    | 1,86  |
|                          | Felicito Ávila           | Parti démocrate-chrétien du Honduras | 38 413    | 1,79  |
|                          | César Ham                | Unification démocratique             | 36 420    | 1,70  |
|                          |                          |                                      |           |       |
| Votes valides            | Votes valides            | Votes valides                        | 2 146 012 | 93,03 |
| Votes blancs             | Votes blancs             | Votes blancs                         | 61 440    | 2,67  |
| Votes nuls               | Votes nuls               | Votes nuls                           | 92 604    | 4,03  |
| Total                    | Total                    | Total                                | 2 300 056 | 100   |
| Abstention               | Abstention               | Abstention                           | 2 311 155 | 50,08 |
| Inscrits / participation | Inscrits / participation | Inscrits / participation             | 4 611 211 | 49,92 |

## Réactions
Plusieurs individus, organisations nationales et internationales avisent qu'elles ne reconnaîtront pas les élections générales honduriennes de 2009 tenues sous la présidence de facto de Roberto Micheletti Bain, tels que le Front national de résistance contre le coup d'État au Honduras, Marvin Ponce de l'Unification démocratique, le Comité des familles de personnes disparues au Honduras à l'échelle nationale et le Mercosur, la présidente argentine Christina Fernández de Kirchner et l'Union des nations sud-américaines à l'échelle internationale.  
Bien qu'Il affirmait au départ le contraire, les États-Unis affirment la veille des élections qu'ils reconnaîtront les résultats des élections honduriennes,. D'autres pays décident également d'appuyer les élections et de reconnaître leurs résultats peu avant l'exercice électoral, tels que Israël, l'Italie, le Panama, la Colombie, le Pérou, le Costa Rica et l'Allemagne. À l'inverse, des nations participant au Sommet ibéro-américain, tenu en 2009 à Estoril, plusieurs affirment ne pas reconnaître les résultats de ces élections, telles que l'Espagne, le Brésil, le Venezuela, Cuba, le Chili, l'Équateur, la Bolivie, l'Uruguay, le Paraguay, le Nicaragua et le Guatemala.